# Loropéni
Loropeni là một tổng (huyện) thuộc  tỉnh Poni ở phía nam Burkina Faso. Thủ phủ là thị trấn Loropéni.. Huyện này có dân số vào năm 2006 là 45.297 người.

## Các thị trấn và xã
Bakénao, Barkoura, Barryèra, Békora-Kpantionao, Bonkolou, Bopta, Dakoura, Dimolo, Dipéo, Djégbanao, Djégonao, Dougasso, Dountéla, Filandé, Foutara, Hobikoko, Inguilbo, Irina, Kabaniora, Kassita, Koro, Kpanlou, Kpantionao, Kparryèra, Kpèra, Kpidara, Kpossara, Lakar, Laura, Lerbi, Lerbira, Lokosso-Dioula, Lokosso-Gan, Minièra, Nakanhoura, Nambi, Nantira, Niantana, Niofrèra, N'tonkira, Obiré, Ollongo, Parkoura, Pokarana, Pourtionao, Sagué, Sandokoro, Sarandaye, Silapinéra, Silara, Sinara, Soronkina, Soukèra, Tako, Tako-Yoyora, Tangourbi, Tapira, Tiéfindougou, Tikéra, Tinkira, Tiogagara, Tiopanao, Tiosséra, Toimbi, Toumpéna, Trimbio, Yérifoula-Dioula, Yérifoula–Gan và Zono.